# Guido Pallavicini
Guido Pallavicini (... – Bodonitsa, 1237) fu il primo marchese di Bodonitsa.

## Biografia
Guido, o Galdo Pallavicini (anche Pallavicino), chiamato "Marchesopolo" dai suoi sudditi greci, è stato il primo marchese di Bodonitsa nell'Impero latino di Costantinopoli dal 1204 e fino alla sua morte nel 1237. Lo scopo originale del marchesato era monitorare il passaggio delle Termopili per il Regno di Tessalonica.
Era il secondo figlio del marchese Guglielmo Pallavicino (spesso conosciuto come Pelavicino), un discendente degli Obertenghi della Liguria, che regnava su una serie di feudi nella zona tra Parma e Piacenza, noti collettivamente come Stato Pallavicino.
Dopo la morte del primo re di Tessalonica Bonifacio, nel 1207, Guido divenne il principale consigliere di Margherita, reggente vedova regina e madre del giovane Demetrio. Tuttavia, Guido e suo fratello Rubino si erano alleati con i Lombardi sotto Oberto II di Biandrate e costretti a sottomettersi all'imperatore Enrico nel 1209.
Guido costruì un castello forte, Vriokastro, nella stessa Bodonitsa e curò con successo il passaggio contro il despota dell'Epiro Teodoro I nel 1224, dopo la caduta di Salonicco. Insieme ad Atene e Tebe, Bodonitsa fu uno dei pochi feudi (per lo più meridionali) del regno che sopravvissero alla caduta della loro capitale.
Il 2 maggio 1237 dettò il suo testamento e morì poco dopo. Fu uno dei cavalieri della quarta crociata e fu uno degli ultimi a morire. Bodontisa fu il possesso più settentrionale in Grecia in quel periodo. Gli successe suo figlio Ubertino avuto da Sibilla di Borgogna, una cugina di Guido I de la Roche.

## Discendenza
Guido e Sibilla ebbero tre figli:
- Ubertino (?-1278), secondo marchese di Bodonitsa;
- Mabilia, sposò il marchese Azzo d'Este (?-1233);
- Isabella (?-1286), terza marchesa di Bodonitsa.